# Thomas Jenkins (Maler)

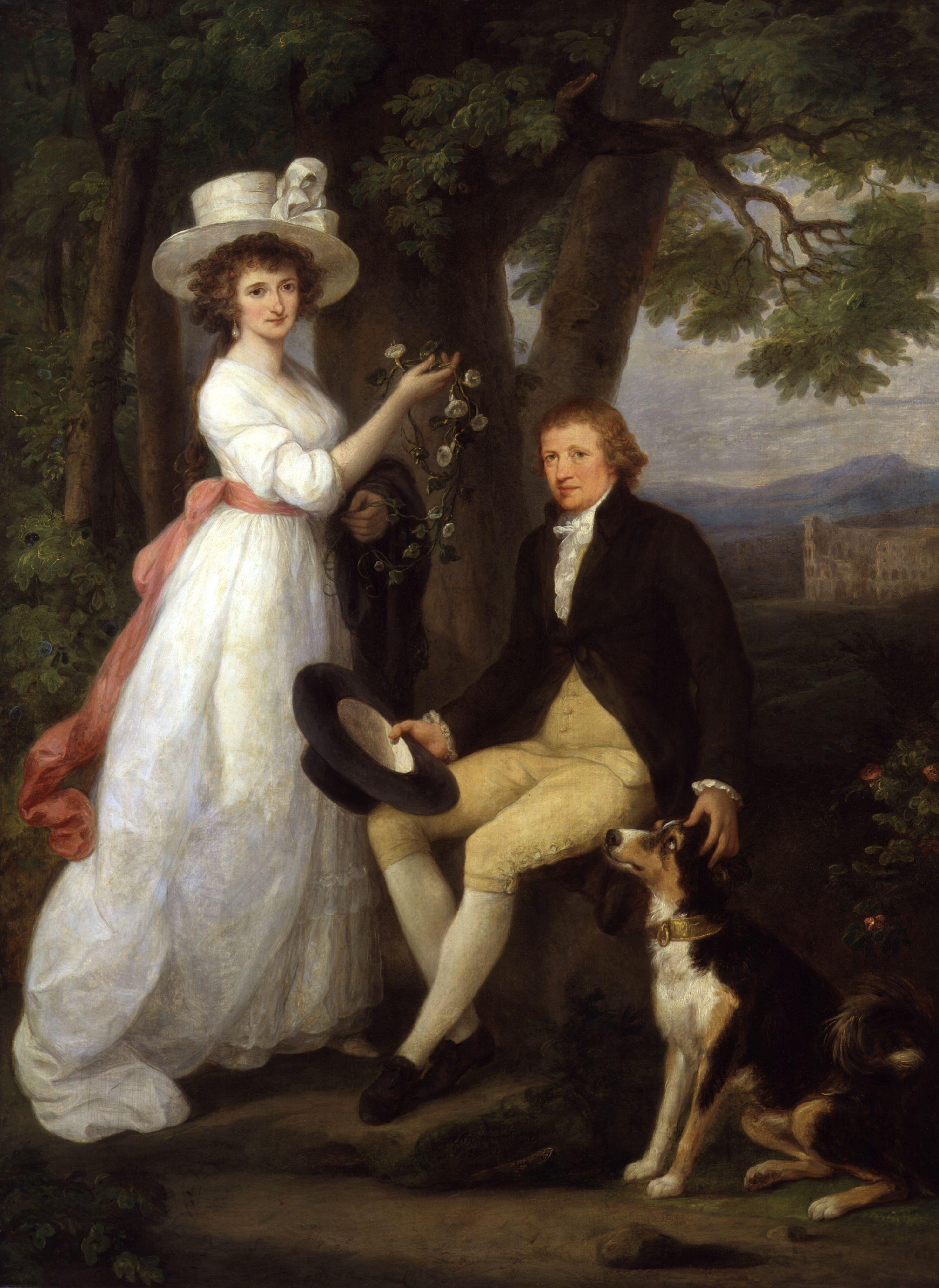
Thomas Jenkins mit seiner Nichte Anna Maria.
Malerin: Angelika Kauffmann, 1790

Thomas Jenkins (* 21. Dezember 1722 in Sidbury, East Devon, England; † 15. Mai 1798 in Yarmouth (Isle of Wight), England) war ein britischer Maler, Kunstsammler, Antikenhändler und Bankier in Rom.

## Leben
Er war der Sohn des William Jenkins und studierte die Malerei beim Porträtmaler Thomas Hudson (1701–1779) in London. Im Jahr 1750 kam Jenkins mit dem Landschaftsmaler Richard Wilson nach Italien, hielt sich von 1750 bis 1751 in Venedig auf, ebenso in Bologna und Florenz und ließ sich schließlich 1753 in Rom nieder, wo er zunächst mit Wilson, der ihn 1752 auch porträtierte, bis 1755 als Maler noch bescheiden in einem Haus an der Piazza di Spagna lebte.
In Rom war er Mitglied in der Academy of English Professors of the Liberal Arts. Außerdem wurde er gemeinsam mit Gavin Hamilton am 2. Februar 1761 an der Accademia di San Luca als Accademici di merito begrüßt. Als Maler war er allerdings recht erfolglos. Stattdessen kam er sehr schnell (ab 1755) als Archäologe und Kunsthändler zum Erfolg.
Durch Unterstützung eines weit verzweigten Netzwerkes aus Mittelsmännern wurde er zu einem der erfolgreichsten, wenn auch recht skrupellosen Antiken- und Gemäldehändler in Rom, der auch teilweise gefälschte Antiken oder oft unter Missachtung bestehender Gesetze arbeitete. Er verkaufte u. a. Antiken aus der Sammlung von Sixtus V. aus dessen römischer Villa Montalto Negroni sowie Gian Lorenzo Berninis Neptun und Triton, heute im Victoria and Albert Museum zu sehen. Er arbeitete u. a. auch mit seinem britischen Malerkollegen und Archäologen Gavin Hamilton zusammen und war als Antikenhändler zugleich dessen großer Konkurrent.
Als einer der erfolgreichsten Händler mit besten Kundenkontakten – er beherrschte zeitweilig den römischen Kunstmarkt – lebte er in Castel Gandolfo in der Villa Torlonia, wo er eine Antikensammlung von vorwiegend Kameen und Statuen besaß, und in Rom im Casa Celli, Corso Nr. 504, wo sein Haus ein geselliger und geschäftlicher Mittelpunkt für Künstler und Adlige auf ihrer Grand Tour war; hier wohnte schräg gegenüber auch Johann Wolfgang von Goethe. Jenkins pflegte gute Kontakte zu Papst Clemens XIV. – er war offiziell englischer Konsul am päpstlichen Hof, ohne jedoch den Titel zu führen – und gehörte zum engsten Kreis um Kardinal Alessandro Albani, den späteren Papst Pius VI. und den deutschen Archäologen Johann Joachim Winckelmann. Zu seinem Bekanntenkreis gehörte auch der Maler und Kunsthändler Johann Friedrich Reiffenstein, Christopher Hewetson und Anton Raphael Mengs. Jenkins gehörte zu den einflussreichsten und wohlhabendsten Bekanntschaften der jungen Malerin Angelika Kauffmann, die ihn zusammen mit seiner Nichte auch porträtierte.
Mit Beginn der französischen Besatzung im Jahr 1797 als Ergebnis des napoleonischen Italienfeldzuges wurde sein gesamtes Vermögen beschlagnahmt, weshalb Jenkins nach England zurückkehrte. Dort starb er nur wenige Monate später.

## Veröffentlichungen
- Catalogo di monumenti scritti del museo del Signor Tommaso Jenkins, 1787